# Joseph Canta
Joseph Canta, né Giuseppe Canta, est un entrepreneur italien né à San Damiano d'Asti (Piémont) le 17 février 1866 et mort à Nice le 12 mai 1937

## Biographie
Arrivé à l’âge de six ans dans les Alpes-Maritimes avec ses parents, Antonio Lorenzo Canta et  Maria Migliasso, il s’installe avec sa famille dans le Quartier Saint Roch. Situé à l’est de Nice, le quartier va connaître de grandes mutations tout au long du XXe siècle. Devenu propriétaire d'entreprises d’asphalte et d’étanchéité, Joseph Canta verra son nom associé à l’urbanisation du quartier notamment la construction d'habitations et le goudronnage des routes. Avec l’expansion de la promenade des Anglais dans les années 1920, il contribuera à la construction de palaces, casinos et immeubles résidentiels. Il participe aux travaux entre l’Opéra et le boulevard Gambetta en 1929-1931 qui donnent à la promenade son aspect actuel.
Il deviendra président du Syndicat d’initiative du secteur Milon de Veraillon sous la municipalité Jean Médecin ainsi que vice-président du comité des fêtes de Nice durant les années 1930. 
À sa mort en 1937, l’impasse Joseph Canta est inaugurée par le maire Jean Médecin en présence de sa famille.
Son petit-fils, Louis Canta, sera à l’initiative en 2006 d’un second hommage à titre posthume qui verra la famille Canta se joindre à la commune de San Damiano d'Asti. En juillet 2009, une plaque commémorative est inaugurée à l’Hôtel de Ville en présence d’une délégation niçoise et des élus locaux. Mario Rolfo, président du Syndicat d’Initiative et Luca Quaglia, adjoint à la culture remettent par la même occasion, la médaille de la ville à ses proches. 
Apposée via Carlo Botta, rue de naissance de Joseph Canta, on peut  y lire : « Fier de compter parmi ses concitoyens un homme d’exception, San Damiano d'Asti remercie Nice et ses habitants pour l’hommage rendu à Joseph Canta, parti dès le plus jeune âge pour la France avant de contribuer par son travail, au rayonnement de sa ville d’adoption  ».
Joseph Canta est le grand-père de Louis Canta, commissaire divisionnaire honoraire et de Joseph-René Canta, résistant français, fondateur du groupe René Canta opérant dans les Alpes-Maritimes notamment sur Nice durant la Deuxième Guerre mondiale.

## Sources
- (it) Site de San Damiano
- Roger et Marguerite Isnard, Per Carriera, Serre, 2003  (ISBN 2-86410-388-5)
- Paule et Jean Trouillot, Guide historique de Nice par ses rues
- Archives numérisées du conseil général et de la préfecture  des Alpes-Maritimes, archives municipales de San Damiano d'Asti